# Джуца 2-я (гора)
Джуца́ 2-я (Джуца) — вторая по высоте останцовая магматическая гора Пятигорья на Кавказских Минеральных Водах. Высота 1190,6 м. Памятник природы. Расположена на юге Пятигорья, на границе Минераловодской предгорной равнины и Джинальского хребта, в правобережье реки Джуца 2-я, в 2 км западнее села Этока.
Гора относится к слабо выраженному на этом участке Лесистому хребту, часто представленному здесь отдельно стоящими вершинами или цепью холмов. Историческое название Лесистого хребта совместно с Пастбищным хребтом — Чёрные горы.

## Название
Название предположительно произошло от тюркского «Джилы-су» — «тёплая вода». 
Согласно Энциклопедическому словарю Брокгауза и Ефрона прежние названия горы Джуца: Джутская и Этокская.
В некоторых официальных документах и географических картах встречаются наименования «Джуца 1-я» и «Джуца 2-я». На других — «Юца 1-я» и «Юца 2-я». На одной из старых карт Пятигорья Юца обозначена как «Гора Болван», а Джуца — как «Джуцкая» или «Этокская». В бытовых разговорах местных жителей можно услышать «Жучка Первая» и «Жучка Вторая».

## Описание
Имеет конусовидную форму, слабо вытянута на северо-восток. Склоны и вершину горы Джуца слагают верхнемеловые известняки, мергели, алевролиты и аргиллиты, прорванные на восточном склоне интрузией бештаунитов. В подножье по кольцевому разлому они сменяются глинистыми отложениями и мергелями нижнего палеогена. На восточном склоне имеется родник теплых гидрокарбонатно-сульфатных минеральных вод.
При взгляде со стороны Бештау эта гора имеет симметричную двуглавую форму и похожа на видимый в той же стороне Эльбрус.

## Природа
На горе Джуца хорошо сохранился реликтовый азональный природный комплекс разнотравно-злаковой и луговидной степи с небольшими участками лугов и широколиственного леса. Встречаются петрофиты: гипсолюбка шаровидная, эфедра двуколосковая и др. Много редких и эндемичных растений.
Гора является краевым комплексным (ландшафтным) памятником природы (Постановление бюро Ставропольского краевого комитета КПСС и исполкома краевого Совета депутатов трудящихся от 15.09.1961 г. № 676 «О мерах по охране природы в крае»).

## Карты
- Карты Генерального штаба СССР (система координат 1940 г., БСВ). — Масштаб: в 1 см 1 км (1:100 000); состояние местности на 1981-1988 гг. — Изданы с оригинала ГУГК СССР, 1985—1990. — (составлены по карте масштаба 1:50 000, созданной по материалам съёмки 1945-1959 гг. и исправлены по карте масштаба 1:50 000, обновлённой в 1981-1988 гг.).
- Карты ФГУП «Государственного научно-внедренческого центра геоинформационных систем и технологий» («Госгисцентр»). — Масштаб: в 1 см 1 км (1:100 000). — М., 2001.

## Галерея

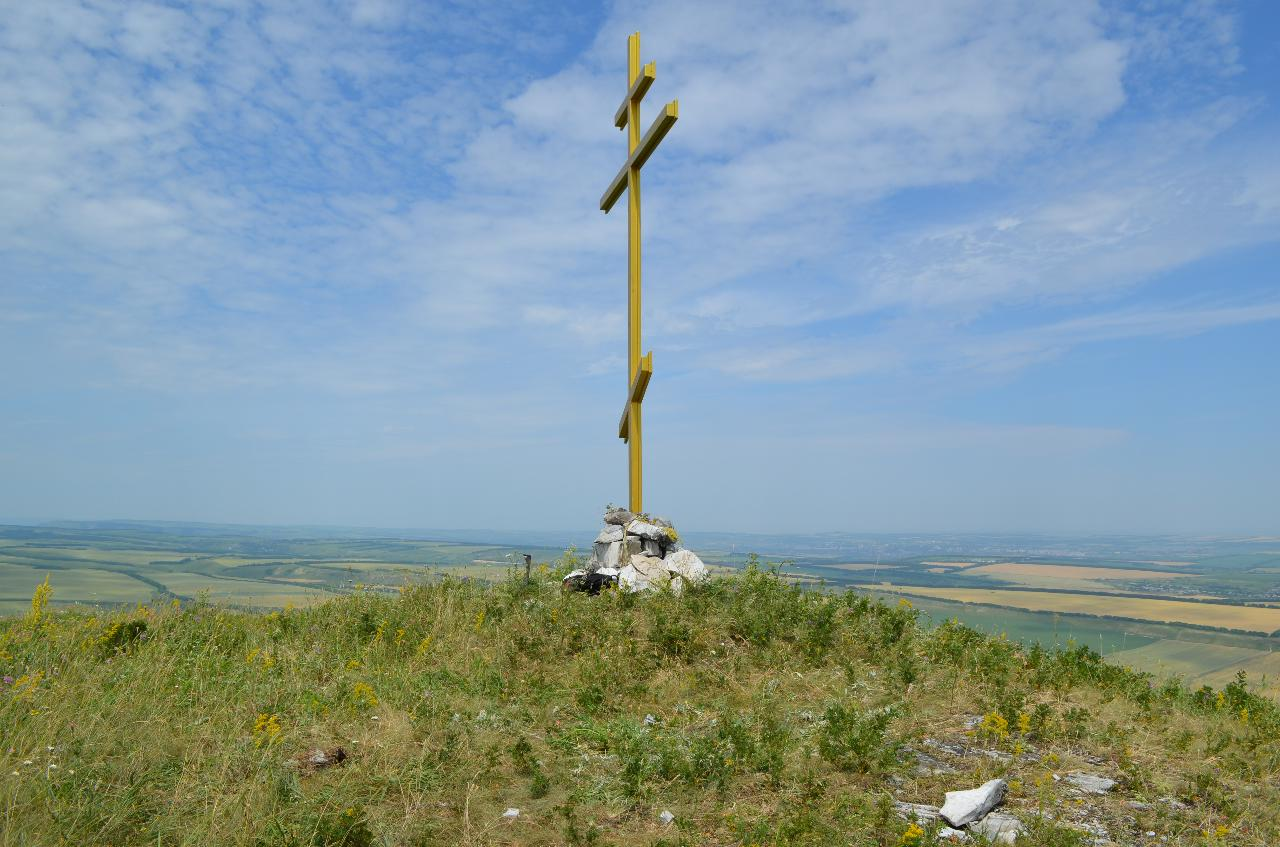
Вершина Джуцы
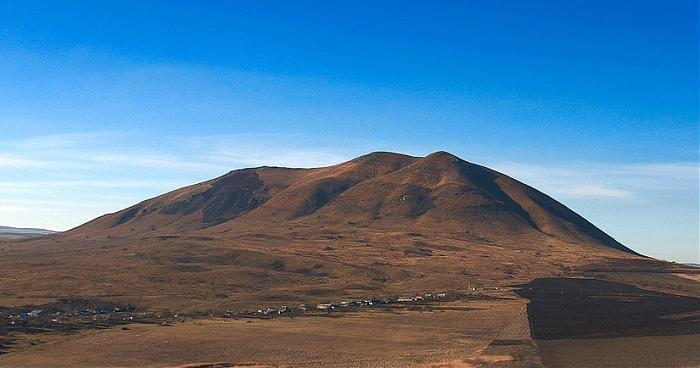
Джуца осенью
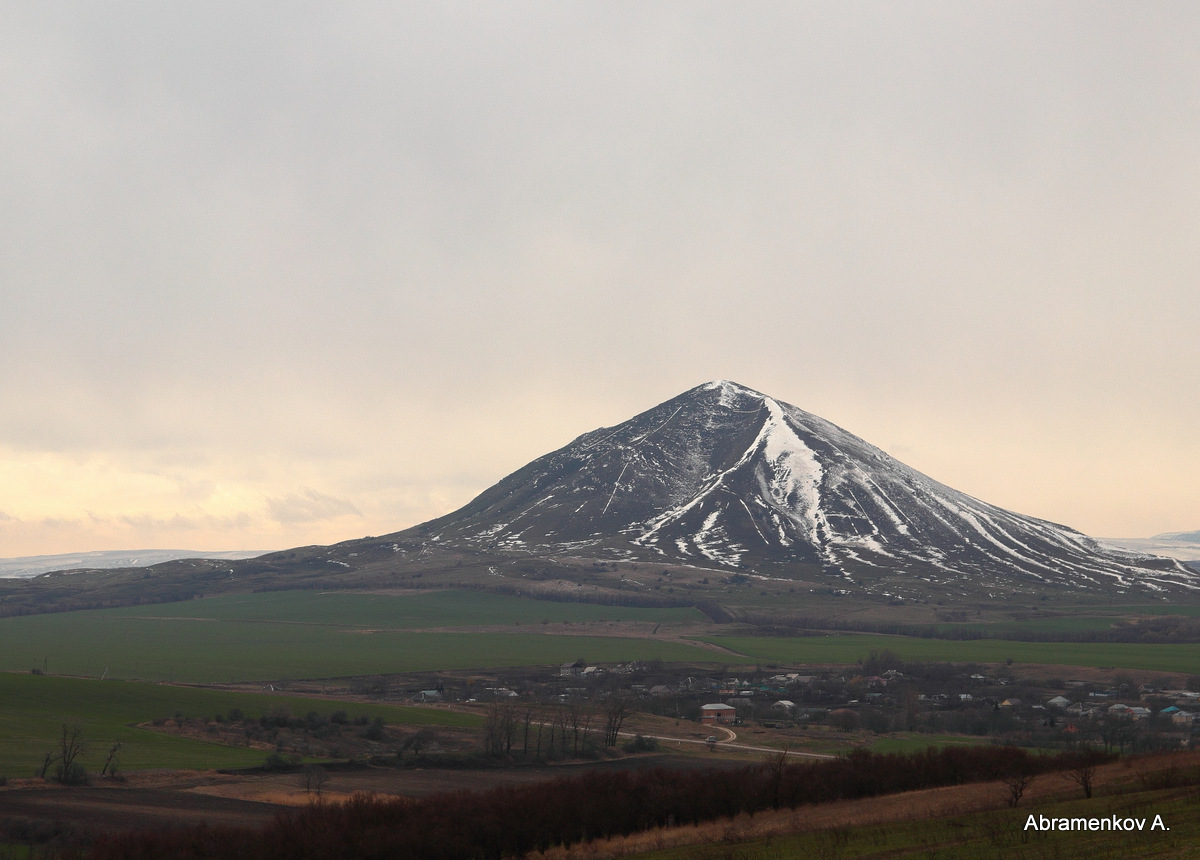
Джуца зимой
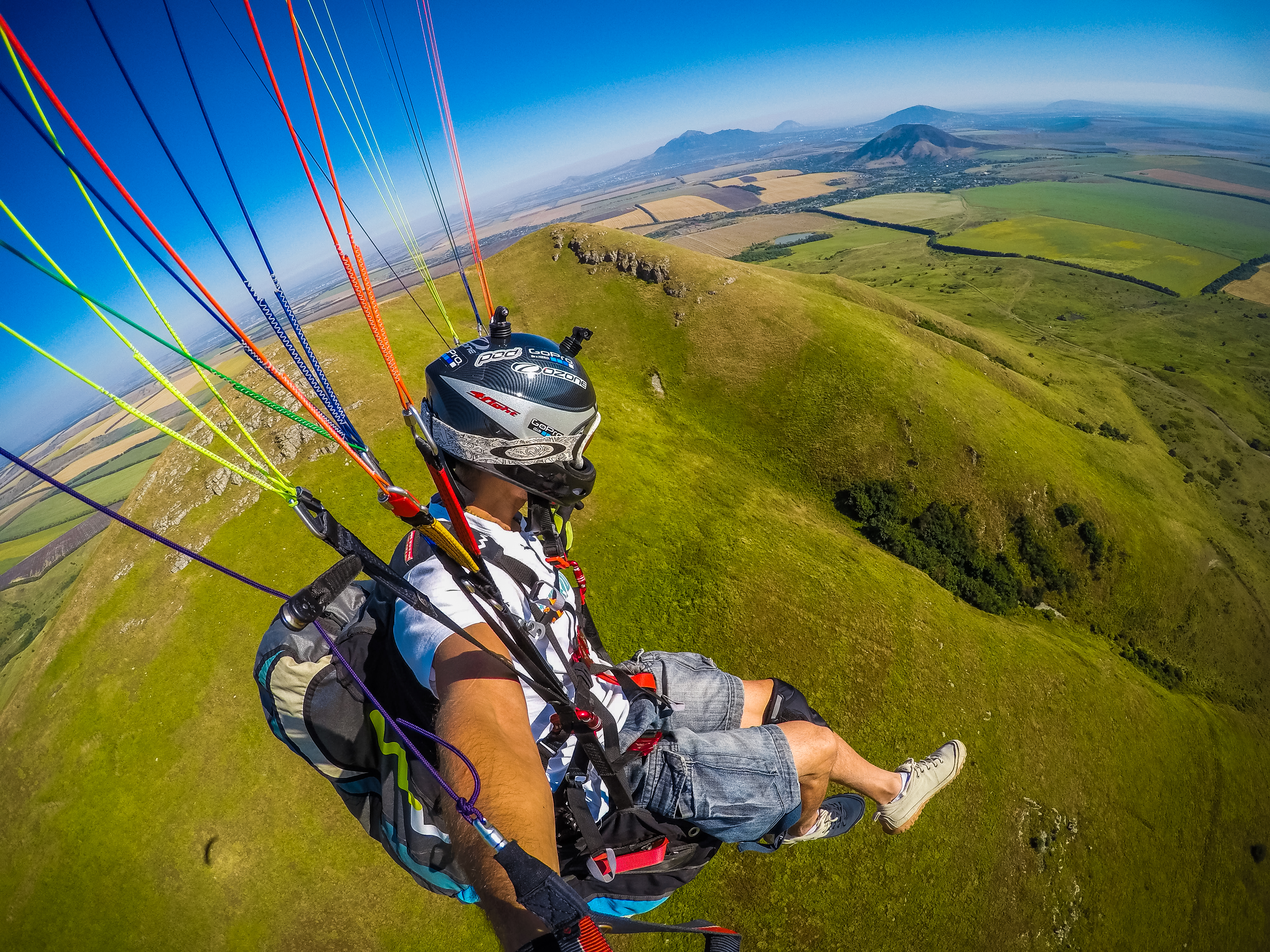
Парапланеризм на Джуце